# I dodici medaglioni
I dodici medaglioni  è un film del 1970 diretto da Cheng Gang. 
Film di genere wuxia prodotto a Hong Kong.

## Trama
Nella Cina del 1100 d.C., guidata dall'Imperatore Shao Hsing della dinastia Sung del sud, il grande patriota generale Yueh Fei, a capo di centomila uomini, guida la resistenza contro l'invasione tartara. Uno dei ministri, Qin Hui, nel tentativo di ostacolare l'esercito imperiale, tradisce il generale creando dodici decreti incisi su altrettanti medaglioni d'oro, cosi da richiamare indietro Yueh Fei e provare ad indebolire il fronte. Il cavaliere Miao Lung e la fidanzata Chin So tenteranno di evitare che i messaggi ingannatori riescano a raggiungere in ogni modo il generale, dandogli modo così di continuare la sua coraggiosa battaglia.
.